# Kronselska
Jabłoń domowa 'Kronselska'  (właśc. Kronselka, z franc. Transparente de Croncels) – odmiana uprawna (kultywar) jabłoni domowej (Malus domestica 'Kronselska'). Została wyhodowana przez Charles Baltet w 1869 roku (Croncels jest przedmieściem Troyes we Francji). Według współczesnych badań genetycznych jest to siewka 'Antonówki'. W Polsce dawniej popularna, obecnie spotykana jeszcze w starych sadach. Należy do grupy odmian letnich.

## Morfologia
PokrójDrzewo charakteryzuje się silnym wzrostem oraz dużymi kulistymi i mocno zagęszczającymi się koronami.
OwocJest bardzo niewyrównany pod względem wielkości, od małych do bardzo dużych. Jabłka tej odmiany są kuliste, lekko spłaszczone z delikatnym karbowaniem wokół kielicha. Skórka dość gruba, zielonkawa z żółtym odcieniem, pokryte słabym nalotem woskowym. Rumieniec występuje na nielicznych owocach, jest rozmyty, pomarańczowy. Przetchlinki są duże, liczne, zielonkawe, otoczone żółtą obwódką. Krótka szypułka znajduje się w szerokim zagłębieniu. Miąższ jest kremowy, gruboziarnisty, kruchy, soczysty, aromatyczny, słodki i oceniany jako smaczny.

## Rozwój
W okres owocowania wchodzi dosyć wcześnie, najczęściej w 3-4 roku po posadzeniu. Owocuje obficie lecz przemiennie, co drugi rok. Kwitnie w okresie kwitnienia większości jabłoni i na ogół nie ma problemów z zapyleniem.

## Zdrowotność
Jest odmianą dość wytrzymałą na mróz. Bardzo łatwo ulega i mocno choruje od grzybów powodujących parcha jabłoni i mączniaka. Jest natomiast dość odporna na zarazę ogniową.
Jest jedną z odmian preferowanych w polskim programie rolnośrodowiskowym mającym na celu ochronę zagrożonych zasobów genetycznych.